# Germogen (Seryj)
Germogen (světským jménem: Vladimir Ivanovič Seryj;* 22. února 1973, Pjatiletka) je ruský duchovní Ruské pravoslavné církve a biskup mičurinský a moršanský.

## Život
Narodil se 22. února 1973 v sídle Pjatiletce v Novosibirské oblasti.
Roku 1990 dokončil střední školu a poté nastoupil na Novosibirskou státní zemědělskou univerzitu, kterou dokončil roku 1995 s titulem agronoma-šlechtitele. Na stejné univerzitě pokračoval v postgraduálním studiu. Roku 1995 byl přijat jako mladší výzkumník laboratoře šlechtění a genetiky Sibiřského výzkumného ústavu pěstování a šlechtění rostlin.
Roku 1992 byl v chrámu Nanebevstoupení Páně v Novosibirsku pokřtěn a při práci roku 1995 začal sloužit v chrámu Kazaňské ikony Matky Boží v sídle Krasnoobsk. Na podzim stejného roku byl přijat na Novosibirský pravoslavný bohoslovecký institut svatého Makaria.
V letech 1997–2001 studoval na Tobolském duchovním semináři.
Dne 17. prosince 1999 byl v katedrálním chrámu Pokrova přesvaté Bohorodice v Tobolsku arcibiskupem tobolským a ťumenským Dimitrijem (Kapalinem) postřižen na monacha se jménem Germogen na počest svatého mučedníka Germogena (Dolganova), biskupa tobolského a sibiřského.
Dne 26. prosince 1999 byl v Pokrovském chrámu v Tobolsku rukopoložen arcibiskupem Dimitrijem na hierodiakona a 26. listopadu 2000 v chrámu Boží Moudrosti a Zesnutí přesvaté Bohorodice v Tobolsku na jeromonacha.
V letech 2000–2002 byl sekretářem-referentem správce tobolské eparchie.
Od roku 2001 byl přednášejícím patrologie v Tobolském duchovním semináři a od ledna do srpna 2002 byl ekonomem eparchie.
Dne 14. srpna 2002 byl jmenován zástupcem inspektora semináře a 14. srpna 2003 byl ustanoven prorektorem pedagogické činnosti semináře.
Dne 27. září 2003 byl povýšen na igumena.
V letech 2003–2007 absolvoval dálkové studium Moskevské duchovní akademie. Roku 2010 zde obhájil svou kvalifikační práci na téma "Historie Tobolského duchovního semináře v období od 2. poloviny 19. století do jeho uzavření v roce 1919."
Dne 23. června 2005 byl osvobozen od funkce prorektora a byl jmenován blagočinným Abalakského Znamenského monastýru a 15. února 2006 zastupujícím představeným tohoto monastýru.
Dne 12. července 2006 byl jmenován předsedou komise pro záležitosti monastýrů tobolské eparchie.
Dne 26. prosince 2006 byl Svatým synodem potvrzen ve funkci představeného Abalakského Znamenského monastýru.
Dne 1. února 2010 byl ustanoven prvním prorektorem Tobolského duchovního semináře se zachováním funkce představeného.
Dne 16. července 2013 jej Svatý synod zvolil biskupem mičurinským a moršanským. Dne 2. srpna byl v Abalakském monastýru arcibiskupem Dimitrijem povýšen na archimandritu.
Dne 16. srpna 2013 byl v chrámu Krista Spasitele v Moskvě oficiálně jmenován biskupem a 27. září proběhla v chrámu svatého Mikuláše Divotvorce v Pyžach (Moskva) jeho biskupská chirotonie. Světiteli byli patriarcha moskevský Kirill, metropolita saranský a mordovský Varsonofij (Sudakov), metropolita tambovský a rasskazovský Feodosij (Vasněv), arcibiskup istrijský Arsenij (Jepifanov), arcibiskup tobolský a ťumenský Dimitrij (Kapalin), biskup solněčnogorský Sergij (Čašin) a biskup uvarovský a kirsanovský Ignatij (Rumjancev).
Dne 2. října 2013 byl Svatým synodem osvobozen od funkce představeného Abalakského monastýru a 24. prosince 2015 byl potvrzen ve funkci představeného monastýru Svaté Trojice v Mičurinsku.